# Canton de Poitiers-7
Le canton de Poitiers-7 est un ancien canton français situé dans le département de la Vienne et la région Poitou-Charentes.

## Géographie
Ce canton était organisé autour de Poitiers dans l'arrondissement de Poitiers. Son altitude variait de 63 m (Chasseneuil-du-Poitou) à 144 m (Montamisé) pour une altitude moyenne de 122 m.

## Histoire
Canton créé en 1982.

## Administration
| Période | Période | Identité             | Étiquette | Qualité                                                                                           |
| ------- | ------- | -------------------- | --------- | ------------------------------------------------------------------------------------------------- |
| 1982    | 2008    | Alain Claeys         | PS        | Maître assistant Député (1997-2017) Conseiller régional (1986-1997) Maire de Poitiers depuis 2008 |
| 2008    | 2015    | Jean-Daniel Blusseau | PS        | Infirmier Conseiller municipal délégué de Poitiers Elu en 2015 dans le Canton de Poitiers-3       |

## Composition
| Nom                   | Code Insee | Intercommunalité  | Population (dernière pop. légale)               |
| --------------------- | ---------- | ----------------- | ----------------------------------------------- |
| Poitiers (chef-lieu)  | 86194      | CU Grand Poitiers | Fraction : 21 793(2012) Commune : 87 435 (2014) |
| Chasseneuil-du-Poitou | 86062      | CU Grand Poitiers | 4 733 (2014)                                    |
| Montamisé             | 86163      | CU Grand Poitiers | 3 531 (2014)                                    |

## Démographie
| 1982 | 1990   | 1999   | 2006   | 2011   | 2012   |
| ---- | ------ | ------ | ------ | ------ | ------ |
| -    | 21 272 | 23 728 | 25 877 | 29 637 | 29 717 |